# Kreis Rendsburg-Eckernförde
Der Kreis Rendsburg-Eckernförde (dänisch Rendsborg-Egernførde amt) ist der flächengrößte Kreis des Landes Schleswig-Holstein und gehört zur Kiel-Region, welche die Gebietskörperschaften im Großraum Kiel umfasst. Er wurde am 26. April 1970 gegründet.

## Geographie
Der Kreis Rendsburg-Eckernförde grenzt im Westen an den Kreis Dithmarschen, im Norden an den Kreis Schleswig-Flensburg, im Nordosten hat er eine Küste entlang der Ostsee, im Osten grenzt er an die kreisfreie Stadt Kiel, den Kreis Plön und die kreisfreie Stadt Neumünster und im Süden an die Kreise Segeberg und Steinburg.
Der Kreis Rendsburg-Eckernförde hat Anteil am schleswig-holsteinischen Hügel- und Geestland. Dabei gehören 55 % der Kreisfläche zum Östlichen Hügelland (Westensee-Endmoränengebiet, Dänischer Wohld, Schwansen, Hüttener und Duvenstedter Berge, Moränengebiet der Oberen Eider), 30 % zur Vorgeest (Holsteinische und Schleswiger Vorgeest, Eider-Treene-Niederung) und 15 % zur Hohen Geest (Heide-Itzehoer Geest).
Zum Kreisgebiet gehören 20 Naturschutzgebiete mit insgesamt 2253 Hektar Fläche, das entspricht 0,97 % des Kreisgebietes.
Der Kreis Rendsburg-Eckernförde ist der einzige Kreis, der Festlandanteile sowohl von Schleswig als auch von Holstein vereinigt (dasselbe gilt für die kreisfreie Stadt Kiel; zudem hat der holsteinische Kreis Ostholstein in seinem Kreisgebiet noch die schleswigsche Insel Fehmarn, der Kreis Pinneberg die schleswigsche Insel Helgoland). Zu Holstein gehören die amtsfreien Gemeinden Kronshagen und Wasbek und die Ämter Achterwehr, Bordesholm, Eiderkanal, Eidertal, Jevenstedt, Mittelholstein und Nortorfer Land. Die Städte Büdelsdorf und Eckernförde, die amtsfreie Gemeinde Altenholz und die Ämter Dänischenhagen, Dänischer Wohld, Fockbek, Hohner Harde (außer Breiholz), Hüttener Berge und Schlei-Ostsee gehören zu Schleswig. Das Gebiet der Kreisstadt Rendsburg erstreckt sich über beide Landesteile, wobei die Altstadt historisch auf einem Werder des Grenzflusses Eider liegt.

## Geschichte
Der Kreis Rendsburg-Eckernförde entstand am 26. April 1970 im Zuge der Kreisreform in Schleswig-Holstein. Er wurde gebildet aus
- dem Kreis Rendsburg ohne 17 Gemeinden aus dem Süden des Kreises, die zum Kreis Steinburg wechselten, sowie ohne die Gemeinde Einfeld, die Teil der kreisfreien Stadt Neumünster wurde und ohne die Gemeinde Russee, die Teil der kreisfreien Stadt Kiel wurde.
- dem Kreis Eckernförde ohne die Gemeinden Kopperby und Olpenitz
- den Gemeinden Bissee, Böhnhusen, Brügge, Flintbek, Groß Buchwald, Negenharrie, Reesdorf, Schönhorst und Techelsdorf des Kreises Plön.[3]

### Einwohnerstatistik

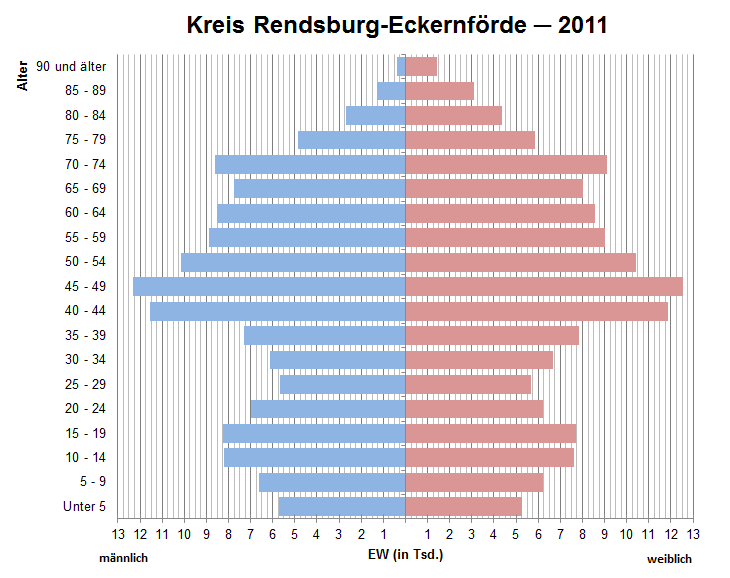
Bevölkerungspyramide für den Kreis Rendsburg-Eckernförde (Datenquelle: Zensus 2011)

Die Einwohnerzahlen bis 1970 beziehen sich auf den Gebietsstand am 27. Mai 1970.
| Jahr            | Einwohner |
| --------------- | --------- |
| 1871 (1. Dez.)  | 93.360    |
| 1885 (1. Dez.)  | 95.960    |
| 1895 (2. Dez.)  | 102.670   |
| 1905 (1. Dez.)  | 108.340   |
| 1925 (16. Juni) | 121.000   |
| 1939 (17. Mai)  | 135.290   |
| 1950 (13. Sep.) | 257.510   |

| Jahr            | Einwohner |
| --------------- | --------- |
| 1961 (6. Juni)  | 209.940   |
| 1970 (27. Mai)  | 223.346   |
| 1987 (25. Mai)  | 242.266   |
| 2002 (30. Juni) | 272.214   |
| 2007 (31. Dez.) | 272.488   |
| 2012 (31. Dez.) | 268.058   |

### Konfessionsstatistik
Gemäß dem Zensus 2011 waren 58,2 % Einwohner evangelisch, 5,2 % römisch-katholisch und 36,5 % waren konfessionslos, gehörten einer anderen Glaubensgemeinschaft an oder machten keine Angabe. Der Anteil der Protestanten und Katholiken am Gesamtbevölkerung ist seitdem mit 1 % jährlich gesunken. Gemäß dem Zensus 2022 waren (Stand Mai 2022) 45,1 % der Einwohner evangelisch, 4,6 % katholisch und 50,4 % waren konfessionslos, gehörten einer anderen Glaubensgemeinschaft an oder machten keine Angabe.

## Politik

### Kreistag
| Kreistagswahl Rendsburg-Eckernförde 2023Wahlbeteiligung: 54,5 % 403020100 36,5 %18,7 %16,1 %9,2 %7,4 %5,5 %3,2 %1,4 %1,0 %0,8 %0,1 % CDUSPDGrüneSSWAfDFDPWGKgLinkeBasisPARTEIPiratenGewinne und Verlusteim Vergleich zu 2018 %p 6 4 2 0 −2 −4 −6−3,4 %p−4,2 %p+0,2 %p+5,4 %p+3,3 %p−0,2 %p−0,2 %p−2,0 %p+1,0 %p± 0,0 %p+0,1 %pCDUSPDGrüneSSWAfDFDPWGKLinkeBasisPARTEIPiratenAnmerkungen:g Wählergemeinschaft Kreis Rendsburg-Eckernförde | Sitzverteilung im Kreistag Rendsburg-Eckernförde seit 2023Insgesamt 64 Sitze - Linke: 1 - PARTEI: 1 - SPD: 12 - SSW: 6 - Grüne: 10 - FDP: 3 - CDU: 23 - WGK: 2 - Basis: 1 - AfD: 5 | Sitzverteilung im Kreistag Rendsburg-Eckernförde nach Fraktionen seit 2023Insgesamt 64 Sitze - SPD: 13 - SSW: 6 - Grüne: 10 - FDP: 3 - Ohne Fraktion: 1 - CDU: 23 - WGK: 3 - AfD: 5 |

Ergebnisse vergangener Kreistagswahlen
| Parteien und Einzelbewerber | Parteien und Einzelbewerber                                                                   | Stimmen 2023 | Anteil 2023 | Sitze 2023 | Stimmen 2018 | Anteil 2018 | Sitze 2018 | Stimmen 2013 | Anteil 2013 | Sitze 2013 | Stimmen 2008 | Anteil 2008 | Sitze 2008 |
| CDU                         | Christlich Demokratische Union Deutschlands                                                   | 44.926       | 36,5 %      | 23         | 48.119       | 39,9 %      | 25         | 49.279       | 41,4 %      | 20         | 51.635       | 42,5 %      | 25         |
| GRÜNE                       | Bündnis 90/Die Grünen                                                                         | 19.788       | 16,1 %      | 10         | 19.215       | 15,9 %      | 10         | 14.867       | 12,5 %      | 6          | 11.053       | 9,1 %       | 5          |
| SPD                         | Sozialdemokratische Partei Deutschlands                                                       | 23.025       | 18,7 %      | 12         | 27.665       | 22,9 %      | 14         | 37.324       | 31,3 %      | 16         | 34.238       | 28,2 %      | 16         |
| FDP                         | Freie Demokratische Partei                                                                    | 6.806        | 5,5 %       | 3          | 6.918        | 5,7 %       | 4          | 6.181        | 5,2 %       | 3          | 11.396       | 9,4 %       | 5          |
| SSW                         | Südschleswigscher Wählerverband                                                               | 11.292       | 9,2 %       | 6          | 4.543        | 3,8 %       | 2          | 5.967        | 5,0 %       | 2          | 7.004        | 5,8 %       | 3          |
| DIE LINKE.                  | Die Linke                                                                                     | 1.759        | 1,4 %       | 1          | 4.059        | 3,4 %       | 2          | 2.281        | 1,9 %       | 1          | 6.095        | 5,0 %       | 2          |
| AfD                         | Alternative für Deutschland                                                                   | 9.167        | 7,4 %       | 5          | 4.949        | 4,1 %       | 3          | —            | —           | —          | —            | —           | —          |
| WGK                         | Wählergemeinschaft Kreis Rendsburg-Eckernförde                                                | 3.995        | 3,2 %       | 2          | 4.134        | 3,4 %       | 2          | —            | —           | —          | —            | —           | —          |
| PIRATEN                     | Piratenpartei Deutschland                                                                     | 70           | 0,1 %       | -          | —            | —           | —          | 3.178        | 2,7 %       | 1          | —            | —           | —          |
| Die PARTEI                  | Partei für Arbeit, Rechtsstaat, Tierschutz, Elitenförderung und basisdemokratische Initiative | 1.042        | 0,8 %       | 1          | 969          | 0,8 %       | —          | —            | —           | —          | —            | —           | —          |
| ZENTRUM                     | Deutsche Zentrumspartei                                                                       | —            | —           | —          | —            | —           | —          | —            | —           | —          | 20           | 0,0 %       | —          |
| dieBasis                    | Basisdemokratische Partei Deutschland                                                         | 1.252        | 1,0 %       | 1          | —            | —           | —          | —            | —           | —          | -            | -           | —          |
| Gesamt                      | Gesamt                                                                                        | 123.122      | 99,9        | 64         | 120.571      | 99,9        | 62         | 119.077      | 100         | 49         | 121.474      | 100         | 56         |
| Wahlbeteiligung in %        | Wahlbeteiligung in %                                                                          | 54,5         | 54,5        | 54,5       | 53,7         | 53,7        | 53,7       | 54,2         | 54,2        | 54,2       | 55,6         | 55,6        | 55,6       |

Der Abgeordnete der Piraten wechselte im Oktober 2014 seine Parteizugehörigkeit zu Neue Liberale.

### Landräte
| von          | bis           | Name                 | Partei                        |
| ------------ | ------------- | -------------------- | ----------------------------- |
| 1. Juni 1956 | 31. Mai 1975  | Carl Jacobsen        | (bis 1945 Mitglied der NSDAP) |
| 1. Juni 1975 | 30. Juni 2000 | Geerd Bellmann       | CDU                           |
| 1. Juli 2000 | 30. Juni 2008 | Wolfgang von Ancken  | CDU (Austritt 2010)           |
| 1. Juli 2008 | 30. Juni 2024 | Rolf-Oliver Schwemer | parteilos                     |
| 1. Juli 2024 | 30. Juni 2032 | Ingo Sander          | CDU                           |

Landratswahl 2008
Landrat im Rahmen der Wahlen 2008 wurde Rolf-Oliver Schwemer, der bei der Stichwahl zum Landrat am 15. Juni 2008 bei einer Wahlbeteiligung von 27,0 % als parteiloser Kandidat der CDU zum Nachfolger Wolfgang von Anckens gewählt wurde, welcher schon im ersten Wahlgang ausgeschieden war.
| Kandidat             | Partei                         | Stimmen | Anteil |
| Rolf-Oliver Schwemer | parteilos, nominiert durch CDU | 31.168  | 52,0 % |
| Frank Martens        | SPD                            | 28.725  | 48,0 % |
| Gesamt               | Gesamt                         | 59.893  | 100    |

Landratswahl 2016
Nach Abschaffung der Direktwahl wurde Rolf-Oliver Schwemer am 14. März 2016 vom Kreistag für eine zweite achtjährige Amtszeit wiedergewählt. Er erhielt in geheimer Wahl 37 von 40 abgegebenen Stimmen (zwei Nein-Stimmen, eine Enthaltung).
Landratswahl 2024
Am 22. Januar 2024 wurde der CDU-Politiker Ingo Sander vom Kreistag im ersten Wahlgang mit 43 Stimmen von 63 anwesenden Abgeordneten gewählt. 8 Stimmen fielen auf Simon Preuß, 6 auf Klaus Sälzer, es gab 6 Enthaltungen. Er trat sein Amt am 1. Juli 2024 offiziell an.

### Wappen
Das Wappen wurde am 31. Juli 1972 genehmigt.
Blasonierung: „Schräglinks im Wellenschnitt geteilt. Oben in Gold die beiden schreitenden, blauen Schleswigschen Löwen übereinander, unten in Rot das silberne holsteinische Nesselblatt.“
Der in Verbindung mit der Gebietsreform des Jahres 1970 gebildete Kreis Rendsburg-Eckernförde umfasst im Wesentlichen das Gebiet der 1867 entstandenen Kreise Rendsburg, Eckernförde und Bordesholm. Der Kreis Bordesholm wurde bereits 1932 aufgelöst und teilweise in den Kreis Rendsburg eingegliedert. 1970 trat der Kreis Rendsburg-Eckernförde siebzehn Gemeinden an den Kreis Steinburg ab. Der Kreis Rendsburg-Eckernförde ist der einzige schleswig-holsteinische Kreis, der Gebietsteile nördlich und südlich der Eider umfasst und damit sowohl im Landesteil Schleswig wie im Landesteil Holstein gelegen ist. Das Kreiswappen greift deshalb nicht auf die Hauptfiguren der Wappen der Ursprungskreise, Burg und Eichhörnchen, zurück, sondern verwendet, wie vorher das Rendsburger Kreiswappen lediglich in seinen Beizeichen, die Landessymbole, ist also, mit der Eider als Teilungslinie, eine Variante des Landeswappens. Die Löwen repräsentieren den dem Landesteil Schleswig zugehörigen Teil des Kreises, somit im Wesentlichen das Gebiet des früheren Kreises Eckernförde und die Hohner Harde, das Nesselblatt den holsteinischen Teil des Kreises, somit in der Hauptsache das Gebiet des früheren Kreises Rendsburg und den in diesem aufgegangenen Westteil des Kreises Bordesholm.
Das Wappen wurde von dem Brunsbütteler Heraldiker Willy „Horsa“ Lippert und dem Rendsburger Otto Engmann gestaltet.

### Flagge

Flagge des Kreises Rendsburg-Eckernförde

Die Flagge wurde am 29. Januar 1981 genehmigt.
Auf einem im Wellenschnitt „schräglinks“ geteilten Flaggentuch oben in Gelb zwei blaue, rot bewehrte schreitende Löwen übereinander, unten in Rot ein weißes Nesselblatt.

## Sprachen
Wie allgemein in Schleswig-Holstein werden im Kreis Rendsburg-Eckernförde mehrere Sprachen gesprochen. Dies sind neben Hochdeutsch Plattdeutsch (im Landesteil Schleswig in den Unterdialekten des Schleswigsch, im Landesteil Holstein in den Unterdialekten des Holsteinischen) und im Landesteil Schleswig Reichsdänisch (vor allem als Sydslesvigdansk). Historisch wurde in Schwansen und im angrenzenden Streifen bis Schleswig Synnejysk in der Dialektform Angeldansk gesprochen, und es existierte eine jiddisch sprechende Minderheit.

## Wirtschaft und Infrastruktur
Im Zukunftsatlas 2016 belegte der Landkreis Rendsburg-Eckernförde Platz 192 von 402 Landkreisen, Kommunalverbänden und kreisfreien Städten in Deutschland und zählt damit zu den Regionen mit „ausgeglichenem Chancen-Risiko Mix“.
Zwischen der Landeshauptstadt Kiel im Osten und der Metropolregion Hamburg im Süden liegt der flächengrößte Kreis Schleswig-Holsteins, Rendsburg-Eckernförde. Mit 2186 km² ist er fast so groß wie das Saarland, hat rund 268.000 Einwohner und bietet optimalen Zugang zu drei Verkehrswegen von europäischer Bedeutung: der Bundesautobahn A 7, der wichtigsten Eisenbahnstrecke in Nord-Süd-Richtung über die historische Eisenbahnhochbrücke Rendsburg und dem Nord-Ostsee-Kanal, der meistbefahrenen künstlichen Wasserstraße der Welt.
Der Wirtschaftsraum mit rund 110.000 Erwerbstätigen ist geprägt von einigen großen Arbeitgebern und zahlreichen mittelständischen Betrieben. Bestimmende Branchen sind dabei neben verarbeitendem Gewerbe, Handel und Dienstleistungen, Tourismus und Landwirtschaft vor allem die Energie- und Umwelttechnik. Neben den vier Städten Rendsburg, Eckernförde, Büdelsdorf und Nortorf umfasst der Kreis vier amtsfreie Gemeinden und 157 Gemeinden in 16 Ämtern.

### Unternehmen und Industrie
Der Kreis Rendsburg-Eckernförde ist Kern eines im Wirtschaftsraum Rendsburg entstehenden Clusters für regenerative Energien. Das Branchenspektrum ist weit gefächert und bildet ebenso Schwerpunkte in Medizin-, Schiffsbau- und erneuerbare Energietechnik.

#### Technik- und Ökologiezentrum Eckernförde (TÖZ)
Im TÖZ finden Unternehmen mit Bezug zu den Bereichen Umwelttechnik, ökologisches Bauen, Gesundheit und Kommunikation ein umfangreiches Beratungs- und Unterstützungsangebot sowie günstige Büro- und Produktionsräume. Der Industrie- und Bürobau bietet Platz für junge Unternehmen und ihre Mitarbeiter sowie für Konferenzen, Tagungen und Seminare. Das TÖZ wurde im November 1995 durch die Ministerpräsidentin des Landes Schleswig-Holstein, Heide Simonis, eingeweiht. Die Inbetriebnahme des Erweiterungsbaus erfolgte im August 1998. Eigentümerin des Gebäudes ist die Stadt Eckernförde. Betreiberin des TÖZ ist die Wirtschaftsförderungsgesellschaft des Kreises Rendsburg-Eckernförde mbH & Co. KG. Den Existenzgründern stehen 3150 m² vermietbare Fläche zur Verfügung. Die Aufenthaltszeit im TÖZ ist auf fünf Jahre begrenzt. Nach dieser ersten Aufbauphase sollten die Unternehmen sich weit genug entwickelt haben, um allein im Wettbewerb bestehen zu können.

#### Gründerzentrum Hohenwestedt (GZH)
Das GZH ist das flächenmäßig kleinste Gründerzentrum in ganz Deutschland und durch seine ovale Bauweise mit zwei Innenhöfen und einem kompletten Rundgang ein markantes Gebäude. Es liegt im Gewerbegebiet Böternhöfen in Hohenwestedt, welches zur selben Zeit fertiggestellt wurde. Es befindet sich in der Mitte zwischen Itzehoe, Hanerau-Hademarschen, Rendsburg und Neumünster.
Schwerpunkt des Gründerzentrums ist die individuelle Beratung für Existenzgründer. Zusätzlich finden Informationsveranstaltungen in Form von Vorträgen, Workshops rund um die Existenzgründung und Unternehmensfestigung sowie Netzwerkveranstaltungen statt.
Der erste Spatenstich wurde am 28. Juni 2000 vom damaligen Landrat Bellmann getätigt. Die Einweihung fand knapp ein Jahr später am 16. Juli 2001 statt. Finanziert wurde der Bau von der Gemeinde Hohenwestedt mit 70 % Eigenmitteln. Die restlichen Fördermittel stammen aus dem Regionalprogramm für strukturschwache ländliche Räume und dem Europäischen Fonds für regionale Entwicklung (EFRE).
Seit seiner Einweihung wird das Gründerzentrum in Hohenwestedt von der Wirtschaftsförderungsgesellschaft des Kreises Rendsburg-Eckernförde mbH & Co. KG betrieben.

#### Klimaschutzagentur (KSA)
Die Klimaschutzagentur wurde im Oktober 2020 gemeinsam von Kreis und Kommunen als gemeinnützige GmbH gegründet. Sie agiert auf kommunaler Ebene und berät zu Maßnahmen im kommunalen Klimaschutz. Für die Gesellschafter erarbeit sie Strategien und konkrete Maßnahmen für mehr Klimaschutz. Sie koordinieren kreisweite und kommunale Projekte, beraten zu Fördermitteln, beantragen Gelder und unterstützen bei der Öffentlichkeitsarbeit. Sie führen keine Einzelberatungen von Privatpersonen durch.
Gesellschafter der Klimaschutzagentur gGmbH sind der Kreis Rendsburg-Eckernförde und aktuell 64 der insgesamt 165 Kommunen im Kreisgebiet (Stand April 2023). Einige Kommunen sind über ihre Ämter beteiligt.

### Verkehr

#### Straßenverkehr
Durch das Kreisgebiet verlaufen die Bundesautobahnen 7, 210 und 215. Die Bundesstraße 202 durchquert als wichtige Ost-West-Verbindung das Kreisgebiet.
Die zuständigen Straßenverkehrsämter des Kreises Rendsburg-Eckernförde haben ihren Sitz in Rendsburg, Eckernförde, Altenholz und Hohenwestedt.

#### Schienenverkehr
Die im Süden an den Kreis anschließende Stadt Neumünster wurde schon früh der Mittelpunkt des Eisenbahnnetzes im ganzen Lande, von dem sieben Strecken ausgingen.
Der Südosten des Kreises wurde 1844 von der Altona-Kieler Eisenbahn durchzogen. Im folgenden Jahr zweigte von ihr die Rendsburg-Neumünstersche Eisenbahn ab. Sie wurde 1854 über die Abzweigstrecke Rendsburg–Owschlag–Lottorf–Klosterkrug–Ohrstedt an die König Friedrik VII. Südschleswigsche Eisenbahn angeschlossen, die von Flensburg über Ohrstedt nach Husum und Tönning verlief.
Weil Schleswig selbst keinen Bahnanschluss erhalten hatte, wurde auf Betreiben der Stadt 1858 die Schleswig-Klosterkruger Eisenbahn als Stichstrecke Schleswig–Klosterkrug eröffnet. Nachdem Schleswig-Holstein 1864 unter preußisch-österreichische Verwaltung gekommen war, wurden die vorhandenen Bahnstrecken auf Nord-Süd-Verkehr umgebaut. Dazu wurde von Eggebeck über Jübek, Schuby und Schleswig eine neue Trasse gebaut, die ostwärts in Höhe des heutigen Fliegerhorsts Schleswig in die alte Strecke von Klosterkrug nach Rendsburg einmündete. Diese neue Trasse wurde 1869 in Betrieb genommen, gleichzeitig stellte die Stichbahn Schleswig–Klosterkrug den Betrieb ein. Die Verbindung Klosterkrug–Ohrstedt wurde durch die neue Verbindung Jübek–Ohrstedt überflüssig und der Bahnhof Klosterkrug wurde abgerissen.
Im selben Zeitraum erfolgten drei weitere Verbindungen von Neumünster aus:
Die Altona-Kieler Eisenbahn verband Neumünster 1866 in Richtung Ascheberg–Plön zur Ostseeküste und 1875 nach Bad Segeberg–Bad Oldesloe. Die Westholsteinische Eisenbahn verband ab 1877 Neumünster mit der Strecke Hohenwestedt–Heide.
Der Osten des Kreises und die ehemalige Kreisstadt Eckernförde wurden 1881 an die Kiel-Eckernförde-Flensburger Eisenbahn-Gesellschaft angeschlossen.
Schließlich eröffnete die Preußische Staatsbahn eine Ost-West-Strecke, die von Kiel ausgehend 1904 Rendsburg erreichte und 1910 nach Husum weiterführte.
Die Rendsburger Kreisbahn erschloss 1901 den südlichen Kreisteil durch eine Schmalspurbahn von Rendsburg nach Hohenwestedt und von dort 1916 weiter nach Schenefeld.

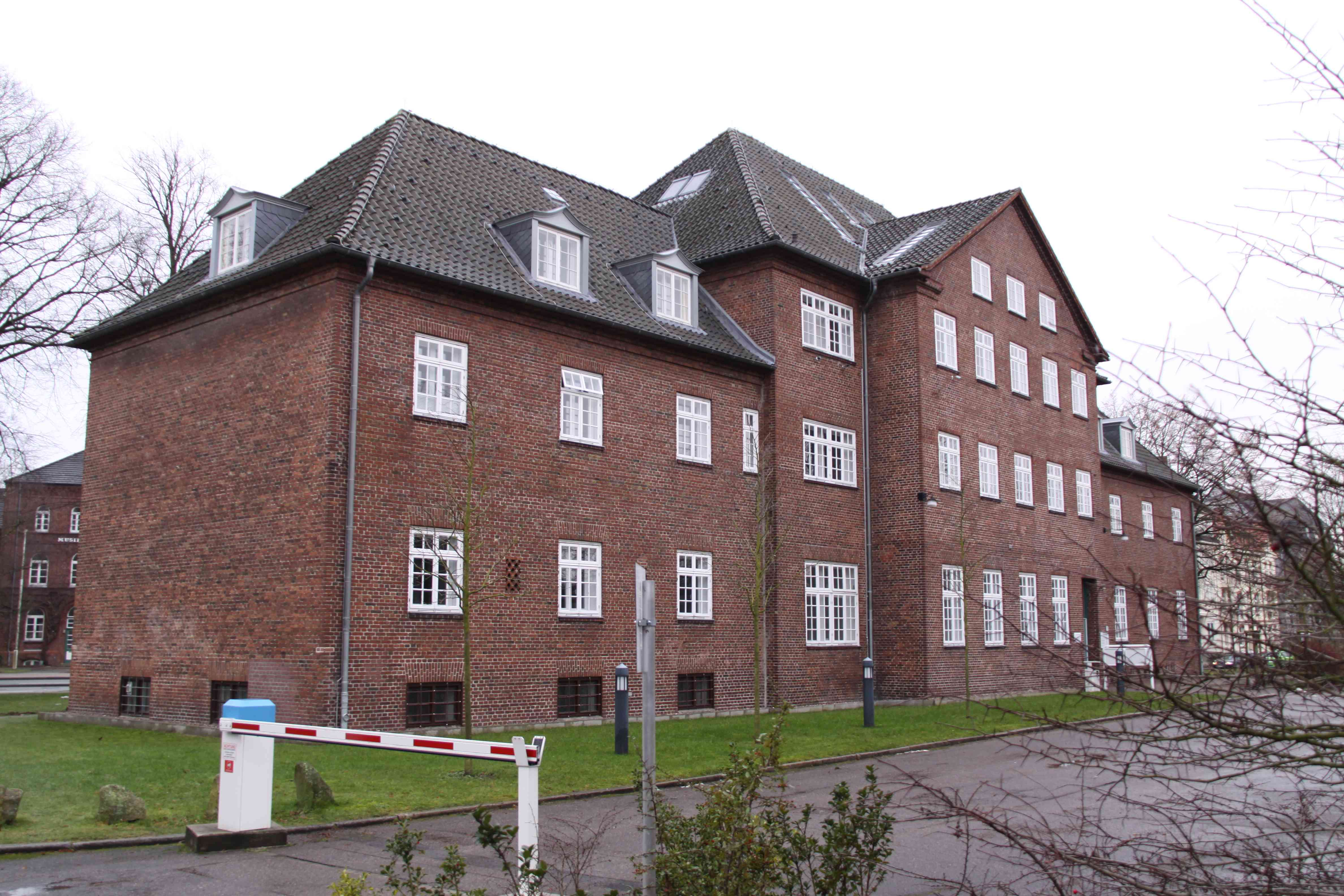
Der ehemalige Kreisbahnhof Rendsburg

Der frühere Kreis Eckernförde übernahm 1903 die 1889 eröffnete die Strecke der Eckernförde-Kappelner Schmalspurbahn-Gesellschaft und erweiterte das Netz 1904 noch durch die Bahnlinie Eckernförde–Owschlag.
Bis heute bedeutend ist die 1916 eröffnete Strecke der AKN Eisenbahn GmbH Altona–Kaltenkirchen–Neumünster.
Für den Personenverkehr stand ein Netz von 320 km Länge zur Verfügung. Davon wurden 112 km stillgelegt:
- 1954: Eckernförde Klb–Owschlag                  =M= 25 km
- 1954/57: Rendsburg–Hohenwestedt–Schenefeld    =M= 36 km
- 1958: Eckernförde Staatsbf–Brodersby–Kappeln Kbf  =M= 26 km
- 1974: Büdelsdorf–Fockbek–Christiansholm–Husum 20 km
- 1985: Neumünster–Wankendorf–Ascheberg 5 km

#### Der Nord-Ostsee-Kanal
Der Nord-Ostsee-Kanal ist die meistbefahrene künstliche Wasserstraße der Welt und stellt das Bindeglied zwischen den Häfen der Europäischen Union, Skandinaviens und den übrigen Ostseeanrainern dar. Mit einer Länge von insgesamt 98,6 km bzw. 53,5 sm verschafft der Kanal eine erhebliche Wegabkürzung im Vergleich zur Fahrt über Skagen (DK), im Schnitt etwa 463 km (250 sm). Der Kanal wird von zehn Brücken überquert, von zwei Tunneln unterquert (ein Fahrzeugtunnel, ein Fußgängertunnel; beide in Rendsburg) und hat 14 Fährstellen (inkl. Schwebefähre Rendsburg und Personenfähre Kiel-Holtenau).

##### Abmessungen des Kanals
| Länge                  | 98,637 km / 53,3 sm       |
| Breite (Wasserspiegel) | 162 m (teilweise 102,5 m) |
| Breite (Sohle)         | 90 m (teilweise 44 m)     |
| Wassertiefe            | 11 m                      |
| Durchfahrtshöhe        | 42 m                      |

##### Durchquerung des Kanals
Die Maximalgeschwindigkeit beträgt 15 km/h (8,1 kn), für Schiffe der Verkehrsgruppe 6 oder mit einem Tiefgang von mehr als 8,5 m 12 km/h (6,5 kn). Für bestimmte Schiffsgrößen besteht Lotsen- und/oder Kanalsteuerpflicht. AIS-Geräte müssen an Bord vorhanden sein.
2012 durchquerten rund 34.900 Schiffe den Kanal (ohne Sportboote)

#### Radwege
Im Kreis Rendsburg-Eckernförde verlaufen mehrere Radfernwege. Der Ostseeküstenradweg führt als Flachlandtour mit Meeresblick auf 452 Kilometern von der dänischen Grenze bis nach Travemünde. Steilküsten, Strandseen, Buchten und Förden, Strände mit eiszeitlichen Kieseln oder feinem Sand wechseln sich auf dem Streckenabschnitt, der die Küste des Kreises Rendsburg-Eckernförde streift, ab.
Die zweite große Fahrradroute verläuft in Nord-Süd-Richtung. Vor mehr als 4000 Jahren führte ein wichtiger Handels-, Pilger- und Heerweg durch Schleswig-Holstein nach Skandinavien. Seit dem 15. Jahrhundert wurden auf dieser Route (neben einigen anderen) in jedem Frühjahr die in Schonen, Fünen, Bornholm und Jütland gezüchteten Ochsen nach Nordwestdeutschland auf die Märkte getrieben. Der „Ochsenweg“ verläuft ebenfalls ein ganzes Stück durch den Kreis Rendsburg-Eckernförde.
Beidseits des Nord-Ostsee-Kanals führen Radwege am fast 100 Kilometer langen Wasserweg quer durch Schleswig-Holstein von Kiel bis Brunsbüttel entlang. Im Norden des Kreises führen Teile des Wikinger-Friesen-Weges durch das Kreisgebiet.
Es gibt eine Fahrradwanderkarte, die über das Radwegenetz im gesamten Kreisgebiet informiert. Hier findet der Radwanderer Hinweise auf die unterschiedliche Beschaffenheit der Wege, Gefahrenstellen, Fahrradwerkstätten und Verleihstationen, kulturelle Sehenswürdigkeiten, Bauernhof-Cafés oder Badestellen.
15 Themenrouten für Radfahrer führen im gesamten Kreisgebiet Rendsburg-Eckernförde auf unterschiedlichen Routen durch die Landschaft. Diese starten von unterschiedlichen Orten aus (z. B. Eckernförde, Rendsburg, Nortorf, Kiel) und haben thematische Ausrichtungen. Sie sind zwischen 32 km und 58 km lang und haben Themen wie „Antik“, „Steinzeit“ oder „Landerlebnis“ als Schwerpunkt.

### Häfen
Rendsburg liegt direkt am Nord-Ostsee-Kanal, verkehrsgünstig zur A7 und der wichtigsten Bahnstrecke in Nord-Süd-Richtung. Es bietet mit dem Kreishafen und dem Rendsburg Port zwei Umschlagplätze für Massen- und Schwerlastgüter aller Art.

#### Kreishafen – Massenguthafen
Der Kreishafen Rendsburg wurde direkt nach der Eröffnung des Nord-Ostsee-Kanals 1895 im folgenden Jahr in Betrieb genommen. Durch den Bau des Kanals wurde der jahrhundertelang betriebene Holzimport aus den Ostseeländern intensiviert, und der Kreishafen Rendsburg wurde zu einem bedeutenden Umschlagsplatz für skandinavisches und osteuropäisches Holz.
Der Kreishafen Rendsburg liegt direkt am Nord-Ostsee-Kanal, mitten in Schleswig-Holstein, am Schnittpunkt dreier Verkehrswege mit europaweiter Bedeutung:
Dem Nord-Ostsee-Kanal als Verbindung von Nord- und Ostsee, der Autobahn A 7 und der wichtigsten Eisenbahnstrecke in Nord-Süd-Richtung. Der Hafen ist in Schleswig-Holstein einer der führenden Umschlagplätze für Massengut aller Art, insbesondere für Dünger, Getreide, Futtermittel, Baustoffe, Holz und Mineralöl sowie für Container und RoRo-Ladung.
Bis in die 1950er Jahre hinein war der Kreishafen über eine Bahnanbindung erreichbar und Güter konnten vom Schiff direkt auf Güterzüge verladen werden.
Der Betrieb des Kreishafens Rendsburg ging 1993 auf die Wirtschaftsförderungsgesellschaft des Kreises Rendsburg-Eckernförde, die heutige WFG Infrastruktur GmbH, über.
Seit 2004 ist der Hafen nach International Ship and Port Security Code (ISPS-Code) zertifiziert.

#### Rendsburg Port – Schwerlasthafen
Seit seiner Fertigstellung im Mai 2012 ist der Rendsburg Port eines der modernsten und leistungsfähigsten Zentren für Schwerlastlogistik in Nordeuropa. Seit 2011 ist er als internationaler Seehafen registriert.
Er gilt als zentraler Umschlagspunkt für Schwerlastgüter aller Art. Mit seinen insgesamt 37.000 m² Terminal- und Vorstauflächen bietet der Hafen ideale Bedingungen für Zulieferer von Windenergieanlagen, Hersteller von schweren Maschinen und Anlagen sowie auf den Containerumschlag ausgerichtete Logistikunternehmen.
Für den Umschlag von Handelsgütern stehen zwei Schwerlast-Hafenmobilkrane zur Verfügung. Mit Hilfe des automatisch-synchronisierten Tandembetrieb beider Krane lassen sich Objekte bis zu einem Gewicht von 250 t umschlagen. Weitere Suprastrukturgeräte wie Reachstacker, Gabelstapler, Tugmaster und Rolltrailer sorgen für eine Be- und Entladung der Schiffe und LKW.
Der Rendsburg Port ist über eine schwerlastfähige und kreuzungsfreie Straße mit einem interkommunalen Gewerbegebiet verbunden. Dieses Gebiet weist hafennahe Flächen von insgesamt 500.000 m² auf.
| Kailänge                 | 300 m                                       |
| Tiefgang                 | 9,5 m (Kanal max.)                          |
| Gauß-Krüger-Koordination | a. Rechtswert: 3543990 b. Hochwert: 6018092 |
| Breitengrad              | 54° 17′ 28. 20″                             |
| Längengrad               | 9° 40′ 27- 87″                              |
| Gesamtfläche             | 36.000 m²                                   |
| Traglast der Fläche      | 90 t/m²                                     |

Der Hafen ist nach ISPS-Code (Ship and Port Facility Security-Code) zertifiziert und somit für den internationalen Schiffsverkehr zugelassen.

### Tourismus
Der Kreis Rendsburg-Eckernförde ist touristisch vielseitig. 55 Kilometer Ostseeküste, der Nord-Ostsee-Kanal und vier Naturparke mit zahlreichen Seen stehen für Urlauber und Tagesausflügler zur Verfügung. Mitten in Schleswig-Holstein, zwischen Eider und Nord-Ostsee-Kanal, liegt Rendsburg, eine über 800-jährige Stadt. Die Innenstadt ist durch alte Bürgerhäuser und enge Gassen geprägt. Eckernförde ist eine Einkaufsstadt mit vielen Restaurants im Umfeld ihres Hafens und besitzt ein Meerwasser-Wellenbad. Im Binnenland bieten vier Naturparke ein dichtes Netz an ausgebauten Wander-, Rad- und Reitwegen sowie zahlreiche Seen. Der Nord-Ostsee-Kanal verläuft auf fast 70 Kilometern durch das Kreisgebiet und bietet die Gelegenheit, große Seeschiffe zu betrachten.

## Gemeinden
(Einwohner am 31. Dezember 2023)
| Amtsfreie Gemeinden/Städte                            | Amtsfreie Gemeinden/Städte                                |                                                   |
| ----------------------------------------------------- | --------------------------------------------------------- | ------------------------------------------------- |
| - 1. Altenholz (9827) - 2. Büdelsdorf, Stadt (10.406) | - 3. Eckernförde, Stadt (21.561) - 4. Kronshagen (12.148) | - 5. Rendsburg, Stadt (30.723) - 6. Wasbek (2514) |

Ämter mit amtsangehörigen Gemeinden/Städten (* = Sitz der Amtsverwaltung)
| - 1. Amt Achterwehr (11.765) 1. Achterwehr* (1045) 2. Bredenbek (1551) 3. Felde (2089) 4. Krummwisch (707) 5. Melsdorf (2077) 6. Ottendorf (1003) 7. Quarnbek (1753) 8. Westensee (1540) - 2. Amt Bordesholm (14.788) 1. Bissee (164) 2. Bordesholm* (7802) 3. Brügge (1131) 4. Grevenkrug (219) 5. Groß Buchwald (393) 6. Hoffeld (178) 7. Loop (189) 8. Mühbrook (535) 9. Negenharrie (369) 10. Reesdorf (148) 11. Schmalstede (290) 12. Schönbek (214) 13. Sören (203) 14. Wattenbek (2953) - 3. Amt Dänischenhagen (8861) 1. Dänischenhagen* (3649) 2. Noer (856) 3. Schwedeneck (2916) 4. Strande (1440) - 4. Amt Dänischer Wohld (17.468) 1. Felm (1222) 2. Gettorf* (7601) 3. Lindau (1418) 4. Neudorf-Bornstein (1117) 5. Neuwittenbek (1178) 6. Osdorf (2623) 7. Schinkel (1014) 8. Tüttendorf (1295) - 5. Amt Eiderkanal (12.797) 1. Bovenau (1114) 2. Haßmoor (251) 3. Ostenfeld (Rendsburg) (584) 4. Osterrönfeld* (5063) 5. Rade b. Rendsburg (214) 6. Schacht-Audorf (4805) 7. Schülldorf (766) - 6. Amt Eidertal (16.943) 1. Blumenthal (617) 2. Böhnhusen (281) 3. Flintbek* (7510) 4. Mielkendorf (1354) 5. Molfsee (4977) 6. Rodenbek (447) 7. Rumohr (808) 8. Schierensee (346) 9. Schönhorst (333) 10. Techelsdorf (145) - 7. Amt Fockbek (11.051) 1. Alt Duvenstedt (1921) 2. Fockbek* (6594) 3. Nübbel (1508) 4. Rickert (1028) | - 8. Amt Hohner Harde (9028) 1. Bargstall (164) 2. Breiholz (1330) 3. Christiansholm (230) 4. Elsdorf-Westermühlen (1638) 5. Friedrichsgraben (51) 6. Friedrichsholm (418) 7. Hamdorf (1411) 8. Hohn* (2698) 9. Königshügel (167) 10. Lohe-Föhrden (448) 11. Prinzenmoor (171) 12. Sophienhamm (302) - 9. Amt Hüttener Berge (14.699) 1. Ahlefeld-Bistensee (497) 2. Ascheffel (977) 3. Borgstedt (1765) 4. Brekendorf (997) 5. Bünsdorf (541) 6. Damendorf (452) 7. Groß Wittensee* (1301) 8. Haby (561) 9. Holtsee (1242) 10. Holzbunge (341) 11. Hütten (228) 12. Klein Wittensee (208) 13. Neu Duvenstedt (115) 14. Osterby (954) 15. Owschlag (3745) 16. Sehestedt (775) - 10. Amt Jevenstedt (11.343) 1. Brinjahe (101) 2. Embühren (202) 3. Haale (505) 4. Hamweddel (456) 5. Hörsten (60) 6. Jevenstedt* (3319) 7. Luhnstedt (384) 8. Schülp b. Rendsburg (1006) 9. Stafstedt (363) 10. Westerrönfeld (4947) - 11. Amt Mittelholstein (24.365) 1. Arpsdorf (305) 2. Aukrug (3766) 3. Beldorf (268) 4. Bendorf (461) 5. Beringstedt (733) 6. Bornholt (167) 7. Ehndorf (591) 8. Gokels (605) 9. Grauel (272) 10. Hanerau-Hademarschen (3017) 11. Heinkenborstel (149) 12. Hohenwestedt* (5389) 13. Jahrsdorf (225) 14. Lütjenwestedt (545) 15. Meezen (373) 16. Mörel (262) 17. Nienborstel (596) 18. Nindorf (625) 19. Oldenbüttel (265) 20. Osterstedt (658) 21. Padenstedt (1794) 22. Rade b. Hohenwestedt (97) 23. Remmels (473) 24. Seefeld (353) 25. Steenfeld (325) 26. Tackesdorf (64) 27. Tappendorf (332) 28. Thaden (231) 29. Todenbüttel (1052) 30. Wapelfeld (328) | - 12. Amt Nortorfer Land (18.874) 1. Bargstedt (773) 2. Bokel (588) 3. Borgdorf-Seedorf (436) 4. Brammer (363) 5. Dätgen (587) 6. Eisendorf (281) 7. Ellerdorf (494) 8. Emkendorf (1337) 9. Gnutz (1186) 10. Groß Vollstedt (970) 11. Krogaspe (446) 12. Langwedel (1572) 13. Nortorf, Stadt * (7125) 14. Oldenhütten (152) 15. Schülp b. Nortorf (779) 16. Timmaspe (1102) 17. Warder (683) - 13. Amt Schlei-Ostsee (18.896) [Sitz: Eckernförde] 1. Altenhof (342) 2. Barkelsby (1557) 3. Brodersby (702) 4. Damp (1532) 5. Dörphof (721) 6. Fleckeby (2014) 7. Gammelby (500) 8. Goosefeld 1 (715) 9. Güby (679) 10. Holzdorf (881) 11. Hummelfeld (272) 12. Karby (551) 13. Kosel (1405) 14. Loose (854) 15. Rieseby (2777) 16. Thumby (363) 17. Waabs (1432) 18. Windeby (1018) 19. Winnemark (581) |

## Ehemalige Gemeinden
Die folgenden Gemeinden des Kreises Rendsburg-Eckernförde wurden während seines Bestehens in andere Gemeinden eingegliedert:
| Gemeinde        | eingemeindet nach  | Datum            |
| --------------- | ------------------ | ---------------- |
| Ahlefeld        | Ahlefeld-Bistensee | 1. März 2008     |
| Altenkattbek    | Jevenstedt         | 1. Januar 1974   |
| Bistensee       | Ahlefeld-Bistensee | 1. März 2008     |
| Bohnert         | Kosel              | 1. Januar 1977   |
| Deutsch Nienhof | Langwedel          | 1. Oktober 1975  |
| Götheby-Holm    | Fleckeby           | 12. Februar 1974 |
| Holtdorf        | Bargstedt          | 1. Januar 1978   |
| Lehmbek         | Borgstedt          | 1. Oktober 1975  |
| Nienkattbek     | Jevenstedt         | 1. Januar 1974   |
| Schwabe         | Jevenstedt         | 1. Januar 1974   |

## Städtepartnerschaften
- Berlin Steglitz-Zehlendorf (seit 1961)

## Schutzgebiete
Im Landkreis befinden sich 17 ausgewiesene Naturschutzgebiete (Stand Februar 2017).

## Kfz-Kennzeichen
Am 1. Juli 1956 wurde dem Kreis Rendsburg bei der Einführung der bis heute gültigen Kfz-Kennzeichen das Unterscheidungszeichen RD zugewiesen. Es wird im Kreis Rendsburg-Eckernförde durchgängig bis heute ausgegeben.
Bis in die 1990er Jahre erhielten Fahrzeuge aus dem Altkreis Eckernförde Kennzeichen mit den Buchstabenpaaren PA bis ZZ und den Zahlen von 1 bis 999.
Seit dem 15. November 2012 ist das Unterscheidungszeichen ECK (Eckernförde) infolge der Kennzeichenliberalisierung wieder erhältlich.